# Manoir de la Rabaterie
Le manoir de la Rabaterie est un manoir situé à La Riche (Indre-et-Loire) et inscrit aux monuments historiques en 1948.

## Historique
En 1448, il est la propriété de Jean Quetier et, en 1791, de l'hôpital de la Charité de Tours.